# Råda landskommun, Göteborgs och Bohus län
Råda landskommun var en tidigare kommun i dåvarande  Göteborgs och Bohus län. Den kommunala förvaltningen fanns i samhället Mölnlycke.

## Administrativ historik
När 1862 års kommunalförordningar började gälla inrättades över hela landet cirka 2 400 landskommuner, de flesta bestående av en socken. Därutöver fanns 89 städer och 8 köpingar, som då blev egna kommuner. Denna kommun bildades då i Råda socken i Askims härad i Västergötland.
Råda påverkades inte av kommunreformen 1952 utan kvarstod som egen kommun till 1971, då området gick upp i då nybildade Härryda kommun.
Kommunkoden 1952–70 var 1403.

### Kyrklig tillhörighet
I kyrkligt hänseende tillhörde kommunen Råda församling.

## Geografi
Råda landskommun omfattade den 1 januari 1952 en areal av 39,82 km², varav 34,52 km² land.

### Tätorter i kommunen 1960
I Råda landskommun fanns tätorten Mölnlycke, som hade 4 641 invånare den 1 november 1960. Tätortsgraden i kommunen var då 96,1 procent.

## Politik

### Mandatfördelning i valen 1938–1966
| 2 | 14 | 2 | 2 |

| 17 | 3 |

| 3 | 13 | 4 |

| 18 |

| 4 | 11 | 5 |

| 19 |

| 2 | 14 | 2 | 7 |

| 23 |

| 2 | 13 | 2 | 8 |

| 22 |

| 2 | 13 | 6 | 4 |

| 23 |

|  | 14 | 7 | 3 |

| 23 |

| 2 | 11 | 8 | 4 |

| 21 | 4 |